# Stelletta purpurea
Stelletta purpurea är en svampdjursart som beskrevs av Ridley 1884. Stelletta purpurea ingår i släktet Stelletta och familjen Ancorinidae. Inga underarter finns listade i Catalogue of Life.